# Капелла мира
Капелла мира (серб. Капела мира) — часовня, расположенная в сербском городе Сремски-Карловци на месте подписания Карловицкого мирного договора. Является памятником культуры Сербии исключительного значения.

## Карловицкий мир
В 1699 году после длившейся 16 лет войны между Османской империей и странами «Священной лиги» (Священная Римская империя, Венецианская республика, Российская империя и Речь Посполитая) был подписан мирный договор. Это событие произошло в деревянном переговорном домике на холме возле городка Карловци (ныне — Сремски-Карловци).